# Gryllus meruensis
Gryllus meruensis är en insektsart som beskrevs av Sjöstedt 1909. Gryllus meruensis ingår i släktet Gryllus och familjen syrsor. Inga underarter finns listade i Catalogue of Life.